# Pałac Cecilienhof

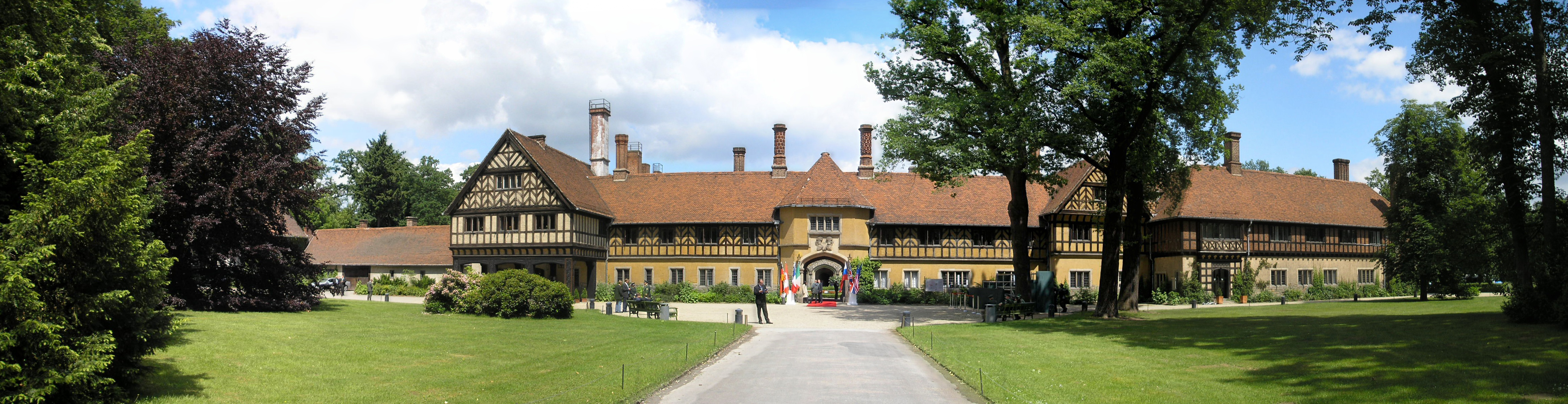
Pałac Cecilienhof, panorama

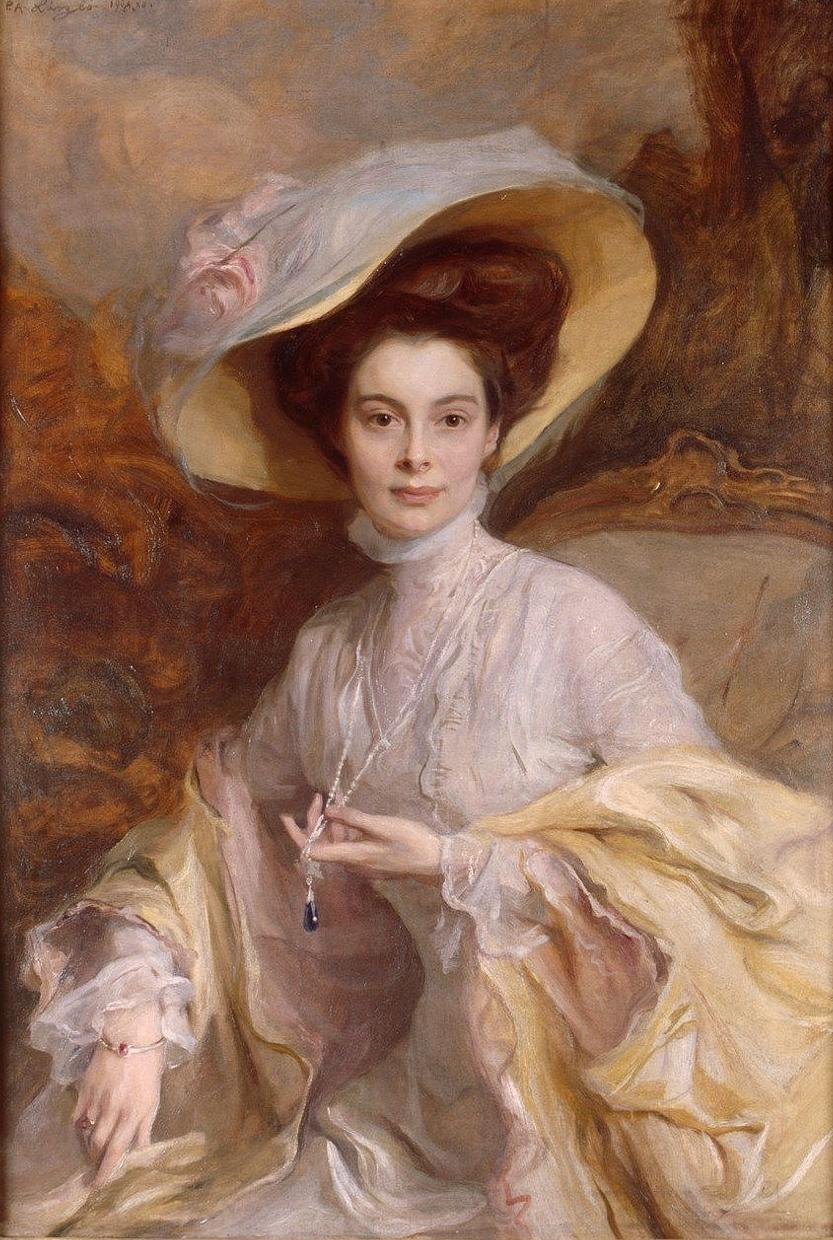
Cecylia Mecklenburg-Schwerin

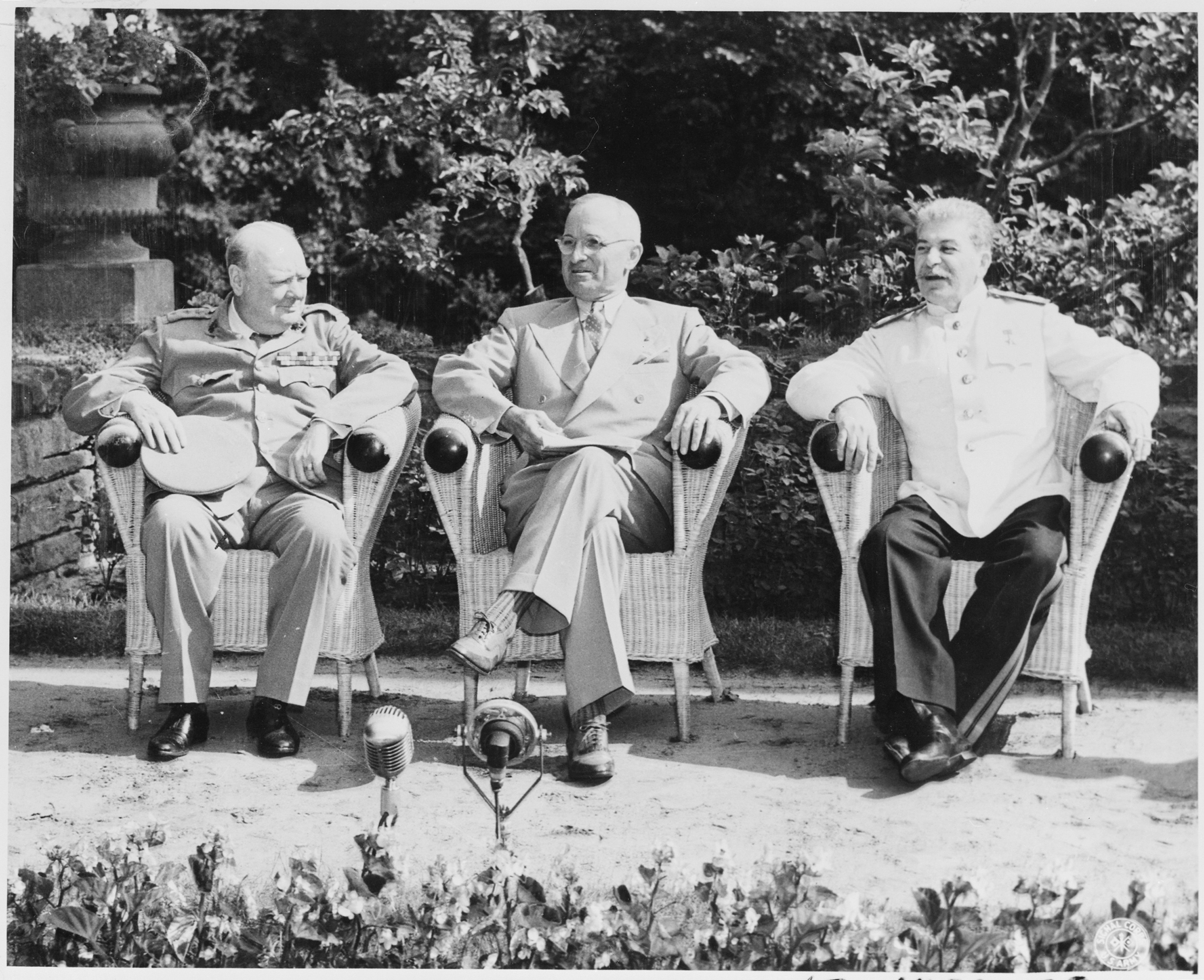
Konferencja poczdamska (1945), Churchill, Truman i Stalin

Pałac Cecilienhof (niem. Schloss Cecilienhof) – pałac w północnej części Nowego Ogrodu w Poczdamie.
Ostatni pałac wzniesiony przez Hohenzollernów. Zbudowany przez Paula Schultze-Naumburga dla następcy tronu Wilhelma Hohenzollerna i jego małżonki Cecylii, księżniczki Meklemburgii-Schwerinu. Wzorowany na angielskich dworach gotyckich z czasów Tudorów.
W dniach od 17 lipca do 2 sierpnia 1945 w Cecilienhof obradowali uczestnicy konferencji poczdamskiej.
Cecilienhof należy do grupy pałaców i zespołów parkowych w Poczdamie i Berlinie wpisanych w 1990 r. na listę światowego dziedzictwa UNESCO.

## Historia

### Rezydencja
W 1912 cesarz Wilhelm II zlecił przygotowanie środków pieniężnych na budowę nowej rezydencji w Nowym Ogrodzie w północnej części Poczdamu, pomiędzy jeziorem Heiliger See a jeziorem Jungfernsee. Umowę budowy pałacu na kwotę 1 498 000 marek zawarto z biurem projektowym Paula Schultze-Naumburga Saalecker Werkstätten GmbH. Schultze-Naumburg sporządził projekt w stylu gotyckiego dworu angielskiego, według życzenia księcia. Pałac miał zostać ukończony przed 1 października 1915. W maju 1913 książę Wilhelm położył kamień węgielny pod budowę nowej rezydencji.
Pałac został ukończony z opóźnieniem wskutek przerwy w pracach budowlanych spowodowanej wybuchem I wojny światowej. Cecylia wprowadziła się do rezydencji w sierpniu 1917, a we wrześniu urodziła szóste dziecko – księżniczkę Cecylię. Prace nad pałacem ukończono ostatecznie 1 października 1917.
W 1918 cesarz abdykował; w 1926 pałac został zwrócony Wilhelmowi i Cecylii, którzy mieszkali w rezydencji aż do wywłaszczenia w 1945 r.

### Konferencja poczdamska
W dniach od 17 lipca do 2 sierpnia 1945 w Cecilienhof obradowali uczestnicy konferencji poczdamskiej: Winston Churchill (Wielka Brytania), Harry Truman (USA) i Józef Stalin (ZSRR). Obrady odbywały się w Wielkiej Sali. Uczestnicy zasiadali przy okrągłym stole o średnicy 3,05 metra, który został wyprodukowany przez moskiewską firmę Lux. Podczas konferencji prezydent USA Harry Truman wydał telefonicznie rozkaz zrzucenia bomby atomowej Little Boy na Hiroszimę.

### Pałac po II wojnie światowej
Po zakończeniu konferencji poczdamskiej pałac wraz z otaczającym go parkiem został udostępniony zwiedzającym. Później rezydencja stała się centrum szkoleniowym Demokratycznego Zrzeszenia Kobiet (niem. Demokratischer Frauenverband) (DFD).
W 1960 r. w skrzydle zachodnim otwarto hotel dla gości dewizowych, który funkcjonuje jako luksusowy hotel do dziś. W pozostałej części pałacu urządzono muzeum.
W pałacu sporadycznie organizowane są oficjalne uroczystości rządu Brandenburgii. W listopadzie 2004 w pałacu gościła królowa Wielkiej Brytanii Elżbieta II. 30 maja 2007 w Cecilienhof odbyło się posiedzenie ministrów spraw zagranicznych krajów G8.

## Architektura

### Architektura zewnętrzna
Poszczególne elementy budowli koncentrują się wokół pięciu dziedzińców wewnętrznych: centralnego cour d'honneur (pol. dziedzińca honorowego), mniejszego Gartenhof oraz trzech dziedzińców gospodarczych. Cour d’honneur pokrywa równo przycięty trawnik z kwietnikiem w kształcie czerwonej gwiazdy, założonym przez żołnierzy sowieckich w 1945 r.
Fasady pałacu zdobi mur pruski z ciemnego dębu. Na szczególną uwagę zasługuje 55 kominów w stylu Tudorów.
Nad głównym wejściem średniowieczne herby Prus i Meklemburgii oraz napis ANNO DOMINI MCMXVI.

### Architektura wewnętrzna
Pałac ma 176 pokoi. Oryginalne wyposażenie zostało usunięte z pałacu w związku z przygotowaniami do konferencji poczdamskiej i zdeponowane w pomieszczeniach Alte Meierei nad brzegiem jeziora Jungfern. Budynek Alte Meierei wraz z cennym depozytem został zniszczony przez pożar 25 lipca 1945. Przed konferencją, brakujące elementy wyposażenia sprowadzono z okolicznych dworów i pałaców. Narożny pokój Stalina otrzymał skórzaną sofę oraz masywne biurko. Do kwatery Trumana wystawiono klasycystyczne meble pochodzące z Pałacu Marmurowego, neogotyckie wyposażenie pokoju Churchilla przywieziono z zamku Babelsberg.
Większość prywatnych pokoi pary książęcej zaprojektował Paul Ludwig Troost, znany z projektów wnętrz luksusowych statków parowych. Na życzenie księżniczki Cecylii jeden z pokoi urządzono w stylu kajuty – maszt podtrzymuje lekko wygięty sufit a trzy małe okna, otwierane przy pomocy korbek, pochodzą najprawdopodobniej z prawdziwego statku. Do tej pory zachowało się jego oryginalne wyposażenie – było przytwierdzone do ścian, co uniemożliwiło przeniesienie go do składu w Alte Meierei. Wedle legendy, w piwnicy pod pokojem miał znajdować się silnik symulujący odgłosy maszynowni na statku, a specjalny mechanizm miał wprawiać pokój w lekkie kołysanie.
Centralny punkt pałacu stanowi Wielka Sala (niem. Große Halle) (26 m dług.; 12 m wys.) w stylu gotyku angielskiego. Jej ściany pokrywa boazeria, a sufit wspierany jest przez masywną konstrukcję z drewnianych bali. Schody z ciemnego drewna dębowego w stylu baroku gdańskiego były podarunkiem miasta Gdańska.

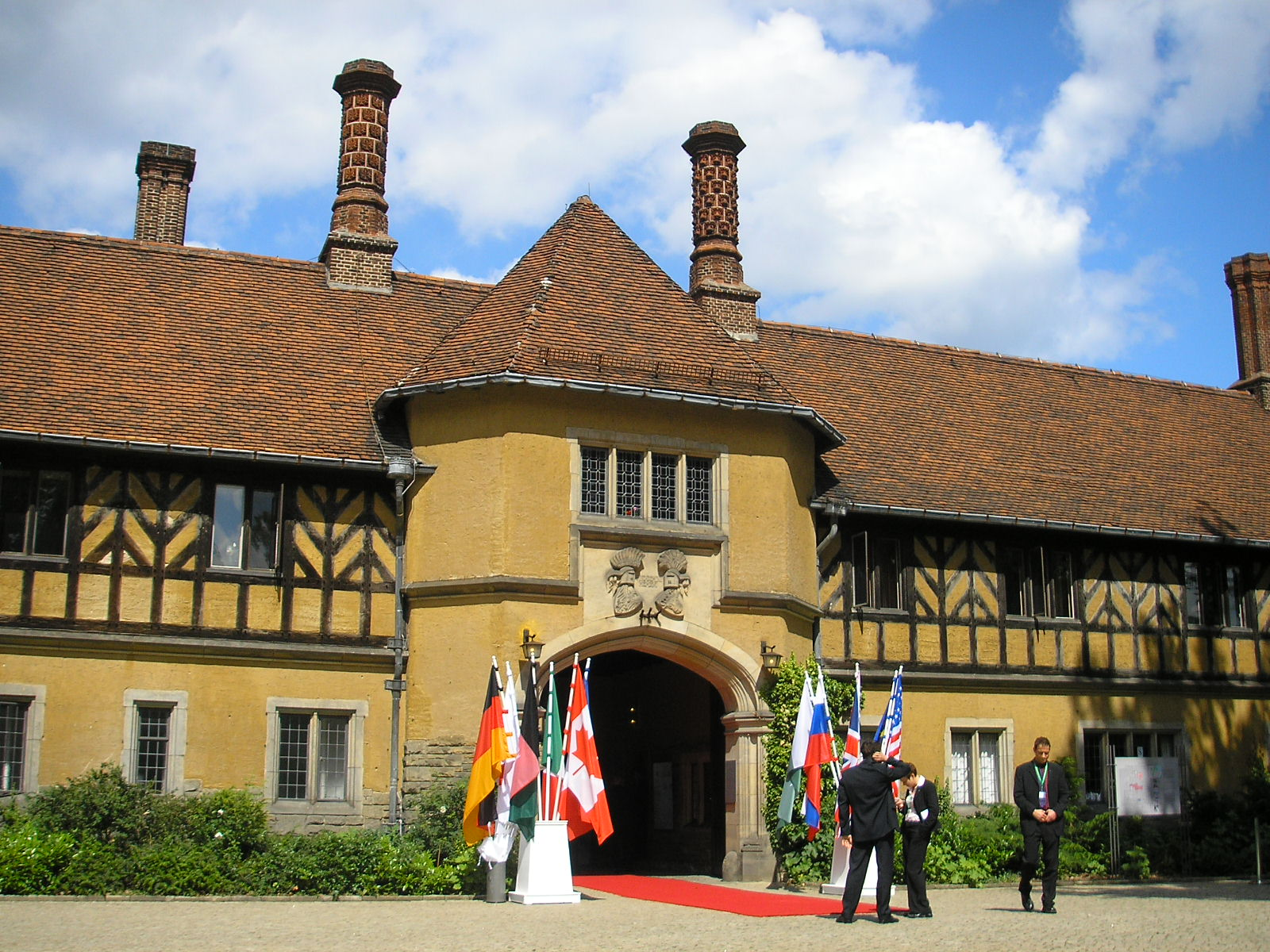
Pałac Cecilienhof
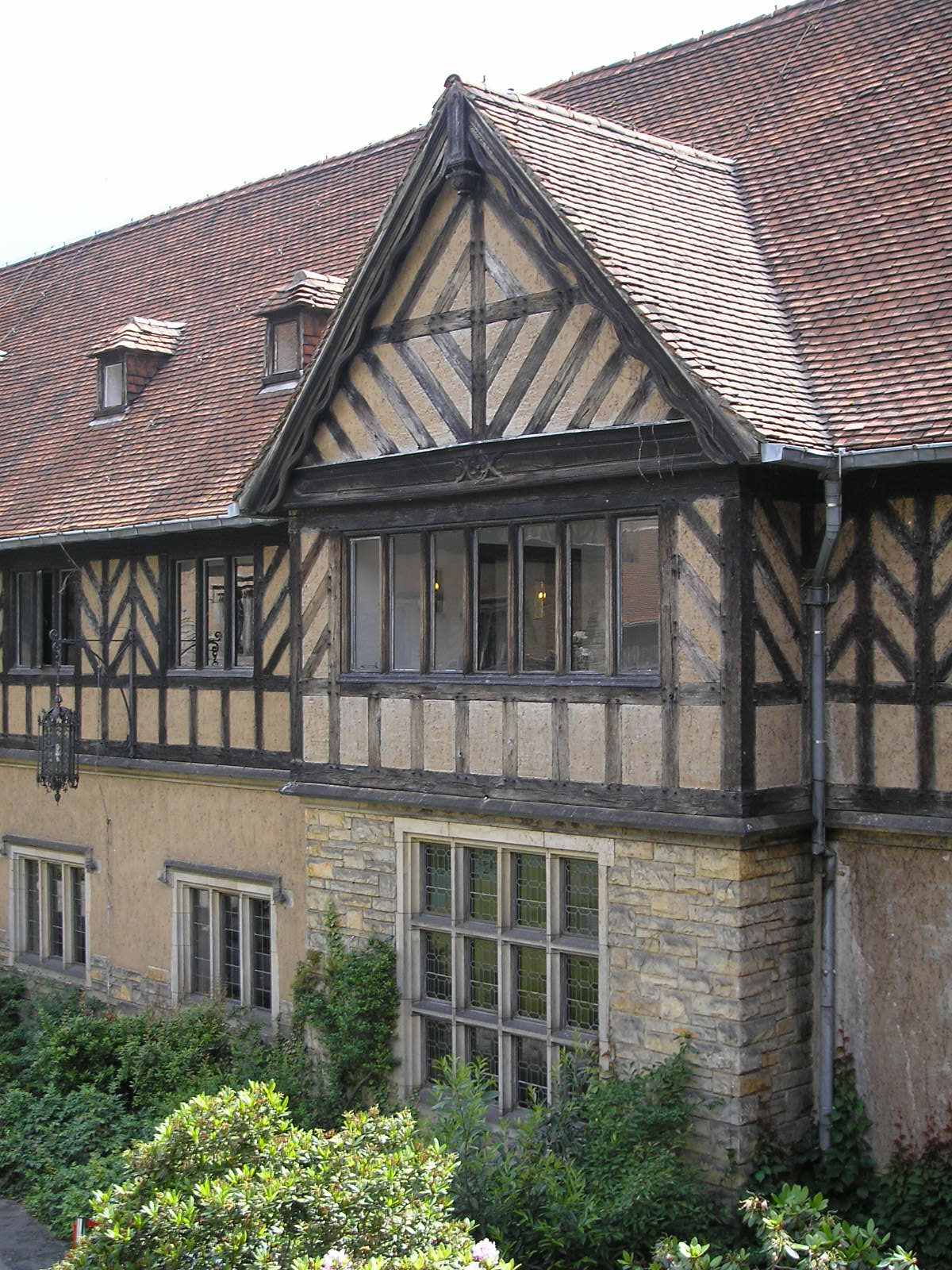
Pałac Cecilienhof, charakterystyczny mur pruski
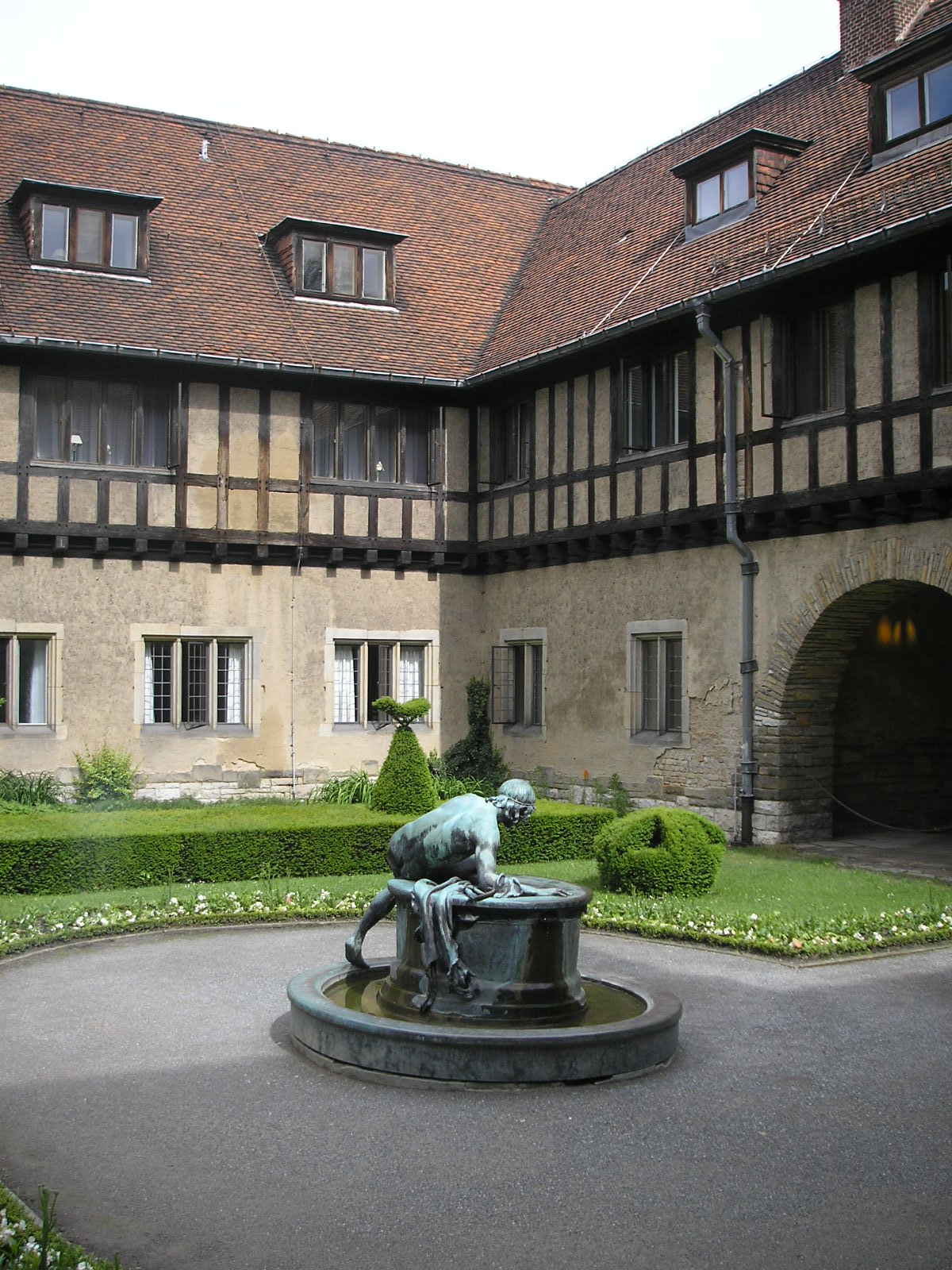
Pałac Cecilienhof, jeden z mniejszych dziedzińców
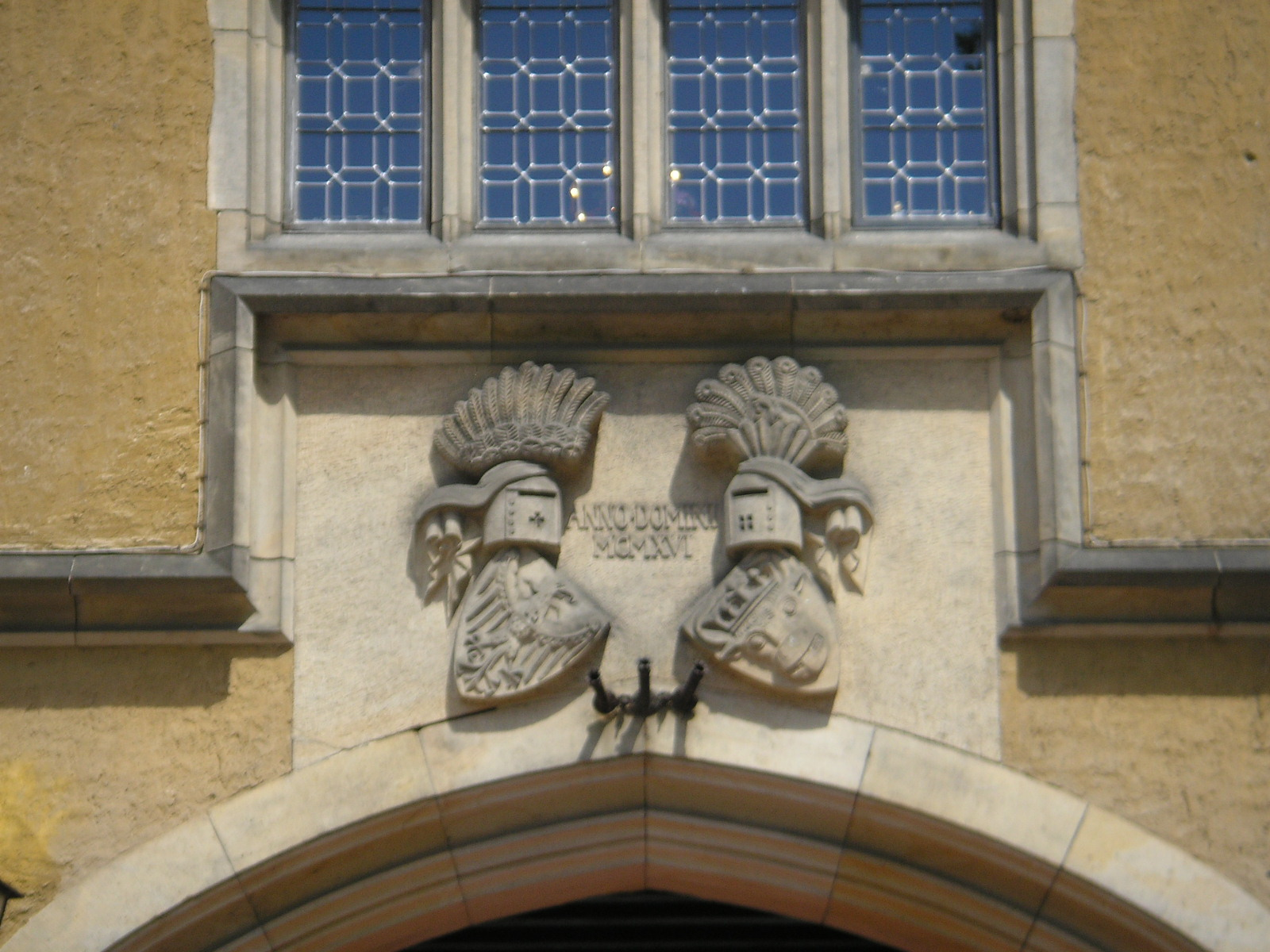
Herby nad wejściem
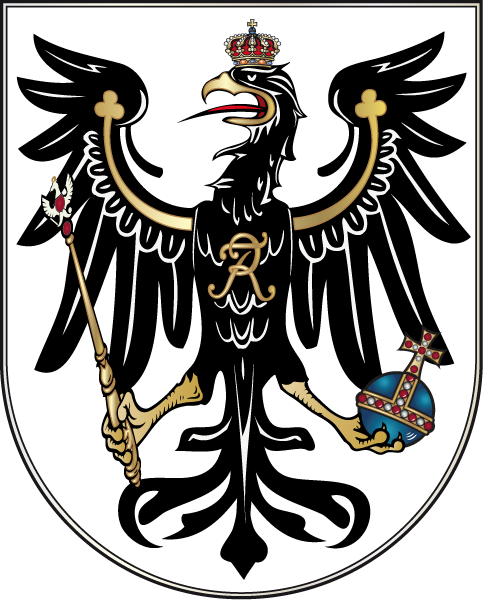
Herb Prus nad wejściem
Herb Meklemburgi nad wejściem, kraju Cecylii

## Literatura
- Stiftung Preußische Schlösser und Gärten Berlin-Brandenburg (wyd.): Schloss Cecilienhof und die Konferenz von Potsdam 1945. Poczdam: 1999. (niem.).Sprawdź autora:1. Brak numerów stron w książce
- Gert Streidt, Klaus Frahm: Potsdam. Die Schlösser und Gärten der Hohenzollern. Kolonia: Könemann, 1996. ISBN 3-89508-238-4. (niem.). Brak numerów stron w książce